# Harald Krenn
Harald Krenn (1965) è un ex sciatore alpino austriaco.

## Biografia
Discesista puro, Krenn vinse la medaglia d'argento ai Mondiali juniores di Auron 1982, mentre nella successiva rassegna iridata giovanile di Sestriere 1983 si classificò 8º; non prese parte a rassegne olimpiche né ottenne piazzamenti in Coppa del Mondo o ai Campionati mondiali.

## Palmarès

### Mondiali juniores
- 1 medaglia:
  - 1 argento (discesa libera ad Auron 1982)